# سپاسگزارم (آلبوم مگان ترینر)
سپاسگزارم (به انگلیسی: Thank You) دومین آلبوم استودیویی خواننده آمریکایی مگان ترینر است. نه نخستین تک‌آهنگ این آلبوم بود که در میان ۵ آهنگ برتر ۱۰۰ آهنگ داغ بیلبورد جای گرفت و دومین تک‌آهنگ آن ،منم همین‌طور نیز توانست به ۲۰ آهنگ برتر این جدول وارد شود.
این آلبوم در نیوزیلند و بریتانیا به رتبه ۵ و در استرالیا و آمریکا به رتبه ۳ رسید.